# Ольминский, Михаил Степанович
Михаи́л Степа́нович Ольми́нский (настоящая фамилия Алекса́ндров; 3 [15] октября 1863, Воронеж — 8 мая 1933, Москва) — деятель революционного (народовольческого и большевистского) движения в России, публицист, историк, литературный критик, литературовед и историк литературы.

## Биография
Родился в Воронеже в семье мелкого чиновника, детство прошло в селе Подсереднее Бирючанского уезда Воронежской губернии (сегодня с. Подсереднее Алексеевский район, Белгородская область). Осенью 1873 года начал учиться в Воронежской гимназии. В 1879 году за хранение революционной нелегальной литературы он был исключён из гимназии и с помощью родственников матери, живших в Петербурге, был определён в 7-ю петербургскую гимназию. В 1881 году вернулся в Воронеж, продолжил обучение и в 1883 году окончил Воронежскую гимназию. В том же году поступил на юридический факультет Санкт-Петербургского университета. В 1884 году вступил в народовольческий «Союз молодежи». В 1885 году арестован, выслан в Воронеж. В 1887—1889 годах отбывал воинскую повинность.
Сами революционеры 60 — 70 годов были идеологами революции, которую должно было совершить крестьянство. Основой революционного демократизма семидесятников было учение Чернышевского и Добролюбова, проникнутое верой в творческие силы и революционные возможности народа. Все эти идеи не могли не пройти мимо М. С. Ольминского. С первым революционным произведением он познакомился, ещё будучи в пятом классе гимназии. Тогда на большой перемене один из гимназистов плотно закрыл дверь в класс, поднялся на кафедру и прочитал нелегальную брошюру С. М. Степняка-Кравчинского «Смерть за смерть» («Убийство шефа жандармов генерал-адъютанта Мезенцева») — отклик на казнь И. М. Ковальского. Данное произведение произвело на М. С. Ольминского неизгладимое впечатление. После прочтения брошюры в классе началось бурное обсуждение. Краеугольным камнем стал вопрос о мести за жертвы, которые постоянно несут революционеры. Этот вопрос был достаточно острым и нашёл как последователей, так и тех, кто его отвергал. Данная брошюра долго не давала успокоиться М. С. Ольминскому. Она вызывала у него массу вопросов, на которые у него, конечно, не было ответов. Но у Михаила Степановича уже было осознание того факта, что мир не справедлив.
Возвратился в Петербург в 1890 году, в 1891 году был одним из основателей «Группы народовольцев». В 1894 году арестован, около 5 лет провёл в одиночной камере, в 1898 году сослан в Олекминск Якутской области. В том же году вступает в РСДРП. Во время пребывания в ссылке начал литературную деятельность, псевдоним «Ольминский» был производным от названия места ссылки. После окончания ссылки пробыл несколько месяцев в России, а в феврале 1904 года выехал в Швейцарию, где примкнул к большевикам, работал под руководством В. И. Ленина в редакциях газеты «Вперёд» и «Пролетарий».
В конце 1905 года возвращается в Петербург и становится членом редакции большевистских газет «Новая жизнь», «Волна», «Вестник жизни», «Казарма». В 1907—1908 годах вёл революционную работу в Баку, с 1909 года — в Петербурге. В 1911—1914 годах член редакции газет «Звезда», «Правда», журнала «Просвещение». В 1915 году в Саратове редактор единственной в стране большевистской легальной «Нашей газеты». С 1916 году член Московского областного бюро РСДРП, редактор профсоюзного журнала «Голос печатного труда».
Начиная с сентября — октября 1904 года, М. С. Ольминский пишет и публикует статьи «Новый путь», «Долой бонапартизм», «Орган без партии и партия без органа», а также другие статьи и брошюры. Сближение М. С. Ольминского с В. И. Лениным произошло, когда первый стал одним из редакторов большевистских газет «Вперёд» и «Новая жизнь». М. С. Ольминский, будучи в переписке с В. И. Лениным, во время издания газет «Звезда» и «Правда», М. С. Ольминский видел в вожде мирового пролетариата самого верного марксиста и партийца, который творчески относился к революционной теории.
Публицистическая деятельность М. С. Ольминского и его сотрудничество продолжалась во времена и после II съезда РСДРП. Этот съезд стал основной ареной для полемики по поводу русской марксистской теории. М. С. Ольминский выступал против серьёзных противников и обличал оппортунистическую деятельность меньшевиков. На II съезде РСДРП были собраны и представлены различные течения русской революционной мысли. Наряду с последователями марксистской теории и другими марксистами в партии были представители оппортунистических течений, которые отстаивали свои мелочные кружковые интересы и пренебрегали общепартийными интересами. К оппортунистам относили в главной роли делегации «Бунда» и «Рабочего дела», которые вели яростную борьбу против газеты «Искра» и всех искровцев. Программа, которая была принята на съезде, сложила основу единства в партии.
После Февральской революции 1917 года — один из редакторов московской большевистской газеты «Социал-демократ», затем в Петрограде сотрудничал в «Правде», член Бюро ЦК РСДРП(б). В марте 1917 член Московского комитета РСДРП(б). Делегат и один из председателей 6-го съезда РСДРП(б). Активный участник борьбы за Советскую власть в Москве, член Замоскворецкого ВРК. С декабря 1917 член коллегии Наркомфина. Избран в Учредительное собрание от Тамбовского и Московского губернского округов.
В конце 1918 года возникла дискуссия вокруг деятельности ВЧК. 25 декабря 1918 года ЦК РКП(б) обсудил новое положение о ВЧК. Инициаторами были Бухарин, Ольминский и Петровский, которые критиковали «полновластие организации, ставящей себя не только выше Советов, но и выше самой партии».
В 1918-1920 годах член редколлегии «Правды», с 1918 года профессор Социалистической академии, член бригады лекторов в агитпоездах ВЦИК и агитпоезде «Октябрьская революция». Делегат 2-го конгресса Коминтерна (1920).
Организатор и руководитель Истпарта, c декабря 1920 года был председателем Истпарта, с ноября 1924 года по август 1928 года председатель Совета Истпарта. Председатель Общества старых большевиков с 1922 по 1931 год (членский билет № 1), основатель и редактор журнала «Пролетарская революция». После того, как Истпарт был в августе 1928 года присоединен к Институту В. И. Ленина, становится членом дирекции Института. Издатель сочинений В. И. Ленина и Г. В. Плеханова, документов по истории партии, мемуаров участников революционной борьбы, исследователь истории партии и революционного движения в России. Инициатор переиздания протоколов состоявшихся ранее партийных съездов и конференций, а также комплектов партийных газет.
Автор публицистических, исторических, литературоведческих работ и воспоминаний. Как литературный критик особое внимание уделял творчеству М. Е. Салтыкова-Щедрина, пропагандировал литературное наследие А. С. Пушкина, Н. А. Некрасова, Н. Г. Чернышевского. С 1926 по 1929 год — член редакции журнала «На литературном посту». С 1932 года главный редактор и председатель редакционной комиссии по изданию сочинений Салтыкова-Щедрина.
Умер в 1933 году, похоронен на Красной площади у Кремлёвской стены.
Супруга — Александрова-Жак, Екатерина Михайловна (1864—1943), член ЦК РСДРП в 1904—1905 годах.

## Адреса в Санкт-Петербурге
- Большая Пушкарская ул., д. 3 (1910)[6]

## Сочинения
- Свобода печати. — СПб., 1906.
- Государство, бюрократия и абсолютизм в истории России. — СПб., 1910.
- Три года в одиночной тюрьме. — Пг., 1917.
- Из прошлого/ — М., 1919.
- Государство, бюрократия и абсолютизм в истории России/ — 3-е изд. — М.—Л., 1925.
- 1915—1916 гг. (Статьи до революции). — М., 1926.
- 1917 год: полное собрание статей из «Правды» и «Социал-демократа». — М., 1926.
- О печати. — Л., 1926.
- По вопросам литературы. — Л., 1926.
- Борьба за партию после 2-го съезда РСДРП. — М., 1933.
- Сочинения. В 2 т. — М.: Старый большевик, 1935.
- В тюрьме. — М.: Молодая гвардия, 1956. — 168 с. — 100 000 экз.
- Из эпохи «Звезды» и «Правды» (статьи 1911—1914 гг.). — М.: Госполитиздат, 1956.
- Статьи о Салтыкове-Щедрине. — М.: Гослитиздат, 1959. — 120 с. — 15 000 экз.
- Ольминский. Смерть Л. Ф. Яновича Архивная копия от 2 ноября 2013 на Wayback Machine // «Былое», декабрь 1906.
- Ольминский М. С. Щедринский словарь / Под редакцией М. М. Эссен и П. Н. Лепешинского. — М.: Худ. лит-ра. 1937 г. — 760 с. — 5 000 экз.

## Память
Именем революционера названы улица в Кривом Роге, в Воронеже, в Донецке, проезд Ольминского в Москве, улица Ольминского в Санкт-Петербурге, улицы Ольминского в городе Алексеевке и селе Подсереднее Алексеевского района Белгородской области, где один из залов местного музея посвящён его жизни и деятельности, а также микрорайон Ольминского в Старом Осколе. Белгородский государственный педагогический университет носил имя Ольминского. В Воронеже была учреждена литературная премия его имени.